# Свети цар Борис (Момчилград)
Вижте пояснителната страница за други значения на Свети цар Борис.
„Свети цар Борис I Покръстител“ е български православен храм, намиращ се в центъра на източнородопския град Момчилград.
Църквата датира от 1938 – 1939 г. и е построена на мястото на малък дървен параклис. До нея през 1970 г. е изградена Костница в памет на загиналите през Руско-турската война (1877 – 1878) и Балканските войни (1912 – 1913).
Автор на големия иконостас, архиерейския трон и малките иконостаси в църквата е Минчо Зографов.
Като паметник на културата, храмът е основно реставриран и е осветен след 3-годишен ремонт на храмовия празник 2 май през 2009 г. Църквата е прочута с уникалната си дърворезба на иконостаса и владишкия престол. Свещеници, служили в храма, са отец Бонифаций, отец Боян Саръев и отец Карамфил.